# Barkley Marathons

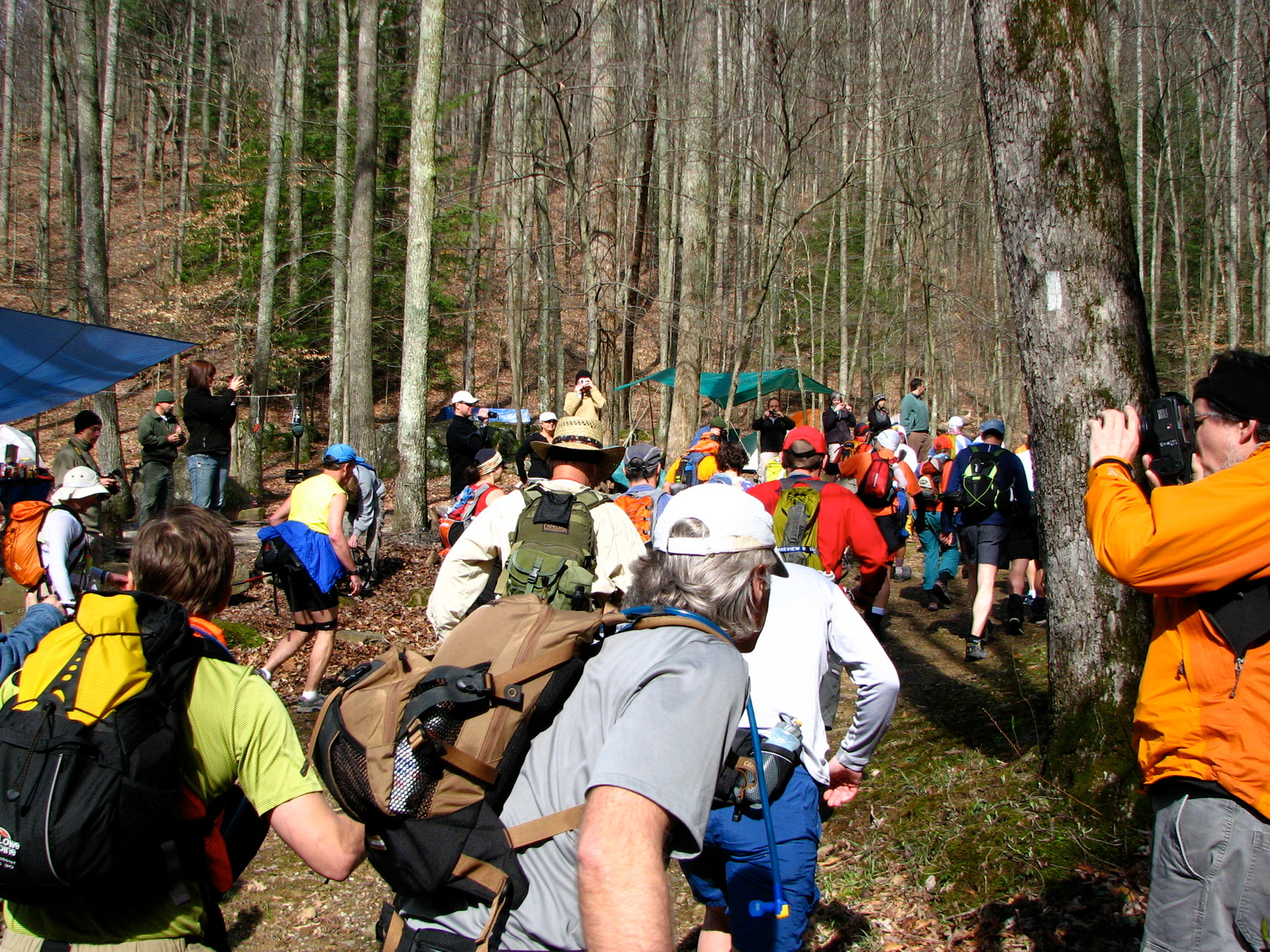
A 2009-es verseny rajtja

A Barkley Marathons egy ultramaratoni terepfutóverseny az Egyesült Államokban, amely a maga műfajában a világ egyik legkeményebb és sokak szerint legkegyetlenebb versenye. A versenyt Tennessee államban, a Frozen Head természetvédelmi parkban rendezik minden tavasszal, általában április elsejéhez közeli időpontban.
A Barkley Marathons valójában két verseny, eredendően egy 100 mérföldes (160,9 km) futás és egy 60 mérföldes (96,5 km) úgynevezett „fun run”, azaz „örömfutás”. A verseny egy 20 mérföldes körön zajlik, jelzetlen utakon, illetve utaktól teljesen mentes sűrű erdőn át.
A 100 mérföldes néven futó (2023-ban a futók adatai alapján már 209-10 km körüli) távon a versenyzőknek körönként 12 óra áll rendelkezésükre és a teljes távra összesen 60 óra, míg a 3 körös, kb. 130-140 km-es távot 40 órán belül kell teljesíteni.
A verseny 1986-os indulása óta a teljes, 5 körös távot összesen 20 versenyzőnek - 26 alkalommal - sikerült szintidőn belül teljesítenie a több mint 1000 indulóból. 2006-ban különösen nehéznek bizonyult a verseny, hiszen még a "60 mérföldes", három körös távot sem tudta egyetlen futó sem befejezni. 
– 1995 Mark Williams 59:28:48 (Új rekord)
– 2001 David Horton 58:21:00 (Új rekord), Blake Wood 58:21:01

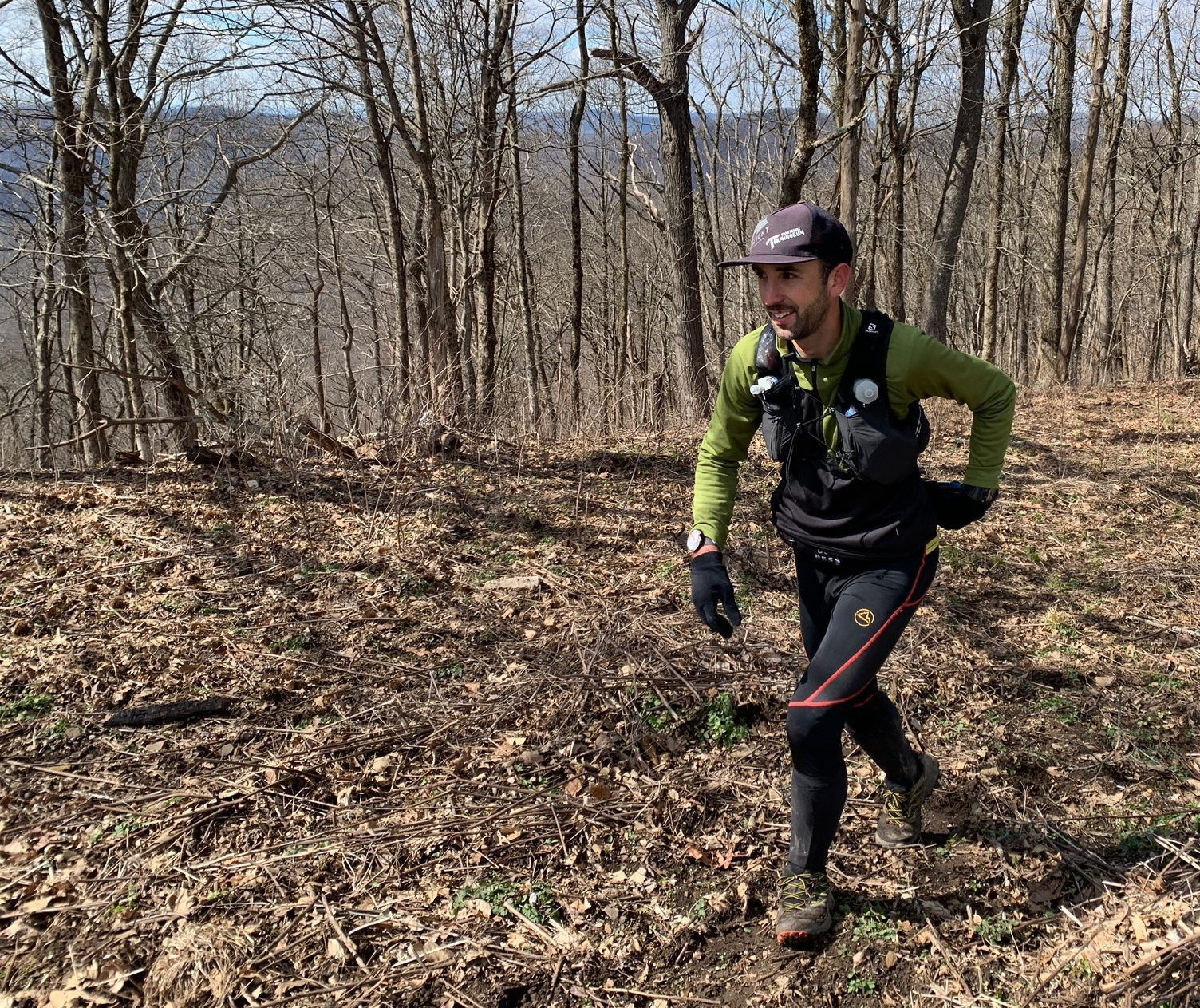
Aurélien Sanchez (2023-as teljesítő)

– 2003 Ted “Cave Dog” Keizer 56:57:52 (Új rekord)
– 2004 Mike Tilden 57:25:18, Jim Nelson 57:28:25
– 2008 Brian Robinson 55:42:27 (Új rekord)
– 2009 Andrew Thompson 57:37:19
– 2010 Jonathan Basham 59:18:44
– 2011 Brett Maune (1) 57:13:33
– 2012 Brett Maune (2) 52:03:08 (Aktuális rekord),  Jared Campbell (1) 56:00:16, John Fegyveresi 59:41:21
– 2013 Nick Hollon 57:39:24, Travis Wildeboer 58:41:45
– 2014 Jared Campbell (2) 57:53:20 
– 2016 Jared Campbell (3) 59:32:30
– 2017 John Kelly 59:30:53
– 2023 Aurélien Sanchez 58:23:12, John Kelly (2) 58:42:23, Karel Sabbe 59:53:33
– 2024 Ihor Verys  58:44:59, John Kelly (3)  59:15:38, Jared Campbell (4)  59:30:32, Greig Hamilton  59:38:42, Jasmin Paris  59:58:21 (első női teljesítés)
Két nőnek sikerült eddig elérnie, hogy kimehessen a 4. körre is: Sue Johnston (2001) és Jasmin Paris (2023, 2024), majd 2024-ben Jasmin Paris történelmi teljesítést végrehajtva az első nő lett a Barkley ultra történetében, mindössze 99 másodperccel a szintidő vége előtt visszaérve a sorompóhoz.
A verseny nehézségét a különösen kegyetlen terep adja. A "100 mérföldes", ötö körös táv teljes szintemelkedése régebben 16 500 méter, vagyis körönként 3300 méter emelkedő és 3300 méter lejtő volt, ugyanakkor a pálya legmagasabb és legalacsonyabb pontja között kevesebb mint 700 méter a szintkülönbség. Az útvonal évről-évre kicsit változik, változhat, illetve beszámolókból kiderül, hogy a szervező szándékosan nehezíti is. A "pálya" titkos, és nem hozható nyilvánosságra, így nincsenek róla trackek, de a 2023-as leggyorsabb teljesítő, Aurélien Sanchez a strava-n 210 km-t és 20000 m szintemelkedést ír, John Kelly (2023) 21336 métert.
A verseny részben évek óta elhagyott ösvényeken, részben a szinte áthatolhatatlan sűrű erdőn, szedresen és bozótoson át halad. A versenyzőknek a pályára kihelyezett 9-11 könyvet is meg kell találniuk, amelyekből egy egy lap kitépésével igazolják a teljesítést.
Az első két kört a versenyzők az óramutató járásával azonos irányban teljesítik, míg a 3. és 4. kört ellentétes irányban. Az utolsó körre induló első versenyző maga választja meg a haladási irányt és minden következő versenyzőnek az előtte haladóval ellentétes irányba kell indulnia.
A pályán körönként két vízvételi lehetőség van (8 és 13 mérföldnél), azon túl, amit a versenyző saját magának biztosít a rajtban.
A Barkley Marathons nevezési díja 1,60$, valamint újoncok számára egy bármilyen gépjármű-rendszámtábla, visszatérőknek egy fehér ing és korábbi teljesítőknek egy pár zokni.
A Barkley Marathons fenti jellemzésével többen vitatkoznak. Sokak szerint nem is futóverseny, hisz szinte képtelenség futni rajta, míg mások szerint nem is verseny, mert a túlnyomó többség abban a biztos tudatban indul, hogy nem tud célba érni.
A versenyen évről évre maximum 35 versenyző indulhat, és többségük csupán az első kört tudja sikeresen teljesíteni. 2006-ban például 33 indulóból 22 versenyző fejezte be az első kört és öt a másodikat. Egy évvel korábban 33 indulóból 18 fejezte be az első kört és négy a másodikat.
A verseny eddigi legsikeresebb magyar indulója, Lőw András, 2001-ben két kört (8:12, 19:40), 2007-ben 3 kört (8:39:35, 20:32:17, 34:16:20) és 2008-ban egy kört (9:11:53) teljesített sikeresen.